# Anaprof Apertura 2002
La ANAPROF Apertura  2002 fue la temporada del torneo de la Asociación Nacional Pro Fútbol, donde se coronó campeón  el Club Deportivo Árabe Unido.

## Cambios del Apertura 2002
- En el Apertura 2002, los equipos se dividieron en dos grupos donde los dos mejores equipos de cada grupo jugaron una semifinal de dos partidos y un solo partido en la final.
- Para el campeonato Apertura 2002 el Sporting '89 cambió su nombre a Sporting San Miguelito.

## Equipos del Apertura 2002
| Equipo                 | Ciudad                 | Estadio                         |
| ---------------------- | ---------------------- | ------------------------------- |
| Alianza FC             | Ciudad de Panamá       | Estadio Camping Resort          |
| Primavera FC           | Santiago               | Estadio Omar Torrijos           |
| CD Árabe Unido         | Colón                  | Estadio Mariano Bula            |
| CD Plaza Amador        | Ciudad de Panamá       | Estadio Municipal de Balboa     |
| Chorrillo FC           | Ciudad de Panamá       | Estadio Municipal de Balboa     |
| San Francisco FC       | La Chorrera            | Estadio Agustín Muquita Sánchez |
| Sporting San Miguelito | Sporting San Miguelito | Estadio Municipal de Ciruelito  |
| Tauro FC               | Ciudad de Panamá       | Estadio Rommel Fernández        |

## Estadísticas del Apertura 2002

### Grupo A
| Lugar | Equipo         | Juegos | Ganados | Empates | Perdidos | Goles A favor | Goles en contra | +/- | Puntos |
| ----- | -------------- | ------ | ------- | ------- | -------- | ------------- | --------------- | --- | ------ |
| 1.    | CD Árabe Unido | 10     | 5       | 4       | 1        | 16            | 11              | +15 | 19     |
| 2.    | Tauro FC       | 10     | 5       | 4       | 2        | 18            | 10              | +8  | 18     |
| 3.    | Alianza FC     | 10     | 4       | 3       | 3        | 13            | 14              | -1  | 15     |
| 4.    | Chorrillo FC   | 10     | 4       | 2       | 4        | 16            | 16              | 0   | 14     |

- (Los equipos en verde señalan los clasificados a semifinales.)

### Grupo B
| Lugar | Equipo                 | Juegos | Ganados | Empates | Perdidos | Goles A favor | Goles en contra | +/- | Puntos |
| ----- | ---------------------- | ------ | ------- | ------- | -------- | ------------- | --------------- | --- | ------ |
| 1.    | San Francisco FC       | 10     | 5       | 3       | 2        | 14            | 10              | +4  | 16     |
| 2.    | Sporting San Miguelito | 10     | 4       | 2       | 4        | 12            | 14              | -2  | 14     |
| 3.    | CD Plaza Amador        | 10     | 2       | 3       | 5        | 7             | 9               | -2  | 9      |
| 4.    | Atlético Veranguense   | 10     | 0       | 2       | 8        | 10            | 22              | -12 | 2      |

- (Los equipos en verde señalan los clasificados a semifinales.)

## Ronda Final
|  | Semifinales            | Semifinales            | Semifinales      |                  |                | Final          | Final | Final |  |
|  |                        |                        |                  |                  |                |                |       |       |  |
|  |                        |                        |                  |                  |                |                |       |       |  |
|  | CD Árabe Unido         | CD Árabe Unido         | 3                |                  |                |                |       |       |  |
|  | CD Árabe Unido         | CD Árabe Unido         | 3                |                  |                |                |       |       |  |
|  | Sporting San Miguelito | Sporting San Miguelito | 3                |                  |                |                |       |       |  |
|  | Sporting San Miguelito | Sporting San Miguelito | 3                |                  | CD Árabe Unido | CD Árabe Unido | 2     |       |  |
|  |                        |                        |                  |                  | CD Árabe Unido | CD Árabe Unido | 2     |       |  |
|  |                        |                        | San Francisco FC | San Francisco FC | 0              |                |       |       |  |
|  | San Francisco FC       | San Francisco FC       | San Francisco FC | San Francisco FC | 0              | 2              |       |       |  |
|  | San Francisco FC       | San Francisco FC       |                  |                  |                | 2              |       |       |  |
|  | Tauro FC               | Tauro FC               | 2                |                  |                |                |       |       |  |
|  | Tauro FC               | Tauro FC               | 2                |                  |                |                |       |       |  |
|  |                        |                        |                  |                  |                |                |       |       |  |

| Campeón del Apertura 2002: |
| -------------------------- |
| CD Árabe Unido 6.º Título  |